# Yevdokía Nikúlina
Yevdokía Andréievna Nikúlina (en ruso: Евдокия Андреевна Никулина, Parfionovo, Imperio ruso, 8 de noviembre de 1917 - Rostov del Don, Rusia, 23 de marzo de 1993) fue comandante de escuadrón del 588.º Regimiento de Bombardeo Nocturno durante la Segunda Guerra Mundial. Por su servicio militar, recibió el título de Héroe de la Unión Soviética el 26 de octubre de 1944.

## Biografía

### Infancia y juventud
Nikulina nació el 8 de noviembre de 1917 en la pequeña localidad rural de Parfionovo —en la gobernación de Kaluga en lo que en esa época era el Imperio ruso, actualmente situada en el óblast de Kaluga en Rusia— en el seno de una numerosa familia de campesinos rusos, tenía siete hermanos. Tras completar el séptimo grado en la escuela de su aldea, se mudó a la ciudad de Podolsk con su hermano Fiodor, donde trabajó en una fábrica de cemento tras graduarse de la escuela de oficios en 1933.
Tras intentar sin éxito inscribirse en el club de vuelo local en 1934, solicitó el ingreso en la Escuela de Pilotos y Técnicos de Aeronaves de la Flota Aérea Civil de Balashov, donde se formó como mecánica durante dos años antes de ser trasladada a la Escuela de la Flota Aérea Civil de Bataisk a principios de 1936. Después de graduarse de la escuela de vuelo en 1938, trabajó como piloto para el 205.º Escuadrón de Operaciones Especiales de la rama moscovita de la Flota Aérea Civil, donde se le encomendó tareas como: la fumigación de cultivos, la entrega de correo y el vuelo de ambulancias aéreas, acumulando más de 500 horas de vuelo antes del comienzo de la guerra.

### Segunda Guerra Mundial
Tras la invasión alemana de la Unión Soviética, Nikulina fue asignada al frente como piloto en el Grupo Especial de Aviación Bielorrusa de la Flota Aérea Civil, donde permaneció hasta que en diciembre de 1941 ingresó en el grupo de aviación femenina fundado por Marina Raskova. Durante los primeros meses de la guerra, realizó diversas misiones pilotando aviones Polikarpov R-5 y el Polikarpov Po-2, transportando soldados heridos, realizando misiones de reconocimiento y entregando información de inteligencia al alto mando. Tras dejar la Flota Aérea Civil, comenzó su entrenamiento en la Escuela de Aviación Militar de Engels; inicialmente, en febrero de 1942, fue asignada al 587.º Regimiento de Aviación de Bombarderos en Picado, que utilizaba el Po-2, pero en mayo fue reasignada al 588.º Regimiento de Aviación de Bombarderos Nocturnos como subcomandante de escuadrón debido a su experiencia previa volando el Po-2 (utilizado por el regimiento de bombarderos nocturnos) en combate.
El regimiento, que participó en intensas campañas de bombardeos combatiendo integrado en los frentes Sur, Transcaucásico, Cáucaso Norte, 4.º Ucraniano y 2.º Bielorruso, recibió la designación de la Guardia en 1943 y pasó a llamarse 46.º Regimiento de Bombardeo Nocturno de la Guardia. Poco después de su despliegue en el Frente Sur, fue ascendida a comandante de escuadrón en sustitución de Liubov Ojlovskaya, quien murió en combate el 18 de junio de 1942 durante la primera noche de combate del regimiento. La propia Nikulina resultó herida durante una incursión sobre el Cáucaso tras ser alcanzada por la metralla de un proyectil antiaéreo. A pesar de que la metralla perforó el depósito de combustible y su navegante perdió el conocimiento, logró realizar un aterrizaje de emergencia en territorio controlado por los soviéticos.
Después de recibir tratamiento por sus heridas, regresó al combate y, tras realizar 345 misiones de combate en septiembre de 1943, fue nominada para el título de Héroe de la Unión Soviética, pero en su lugar recibió la Orden de Alejandro Nevski, convirtiéndose en una de las nueve únicas mujeres que la recibieron. Fue nominada de nuevo para el título de héroe en septiembre de 1944, tras realizar 600 salidas, y le fue otorgado el 26 de octubre de ese mismo año. Al final de la guerra, en total realizó 740 salidas y acumuló 3650 horas de vuelo, de las cuales 1500 fueron de noche y 920 en combate, En el transcurso de dichas misiones lanzó 105 toneladas de bombas, destruyó dos puestos de artillería antiaérea, dos reflectores, tres cruces, un tramo ferroviario y causó 177 explosiones importantes.

### Posguerra
Tras la guerra, abandonó el servicio activo y se unió a la reserva antes de jubilarse. En 1948 se graduó en la Escuela del Partido Comunista y en el Instituto Pedagógico de Rostov del Don en 1954. Después trabajó en el comité local del partido hasta su jubilación y vivió el resto de su vida en dicha ciudad.
Nikulina y su nieta de cuatro años fueron atacadas por ladrones en su casa el 2 de julio de 1992. Se recuperó del ataque, pero murió poco después, el 23 de marzo de 1993. En 2015 fue honrada con una estrella en el «Callejón de los Héroes» en Rostov del Don.

## Condecoraciones
A lo largo de su carrera recibió las siguientes condecoraciones.
|  | Héroe de la Unión Soviética (26 de octubre de 1944)                                                       |
|  | Orden de Lenin (26 de octubre de 1944)                                                                    |
|  | Orden de la Bandera Roja, tres veces (9 de septiembre de 1942, 26 de abril de 1944 y 15 de junio de 1945) |
|  | Orden de Alejandro Nevski (25 de octubre de 1943)                                                         |
|  | Orden de la Guerra Patria de 1.er grado (11 de marzo de 1985)                                             |
|  | Orden de la Guerra Patria de 2.do grado (27 de abril de 1943)                                             |
|  | Medalla por la Defensa del Cáucaso (1944)                                                                 |